# Golf de Beauvallon
Le golf de Beauvallon (Golf Club de Beauvallon selon ses statuts) est situé à Grimaud dans le Var, en région Provence-Alpes-Côte d'Azur, à l'ouest de la commune de Sainte-Maxime.

## Situation
Le "domaine de Beauvalllon" avec son golf est situé à 4,2 km de la cité lacustre, marina privée Port Grimaud (également sur la commune de Grimaud), au cœur du golfe de Saint-Tropez, 4,7 de Sainte-Maxime par la route du littoral, et 13,8 km de Saint-Tropez.

## Description
Le terrain s'étend sur 40 ha et comporte 18 trous.

## Des bâtiments protégés au titre des monuments historiques qui ont reçu le label d'Architecture contemporaine remarquable
Le domaine de Beauvallon, loti à partir de 1925, a été un centre majeur de l'architecture moderne dont témoigne la présence de trois édifices inscrits au titre de la loi du 31 décembre 1913 sur les monuments historiques : le club-house du golf, la villa Vent d'Aval, contiguë au club-house, de Pierre Chareau et la villa Seynave de Jean Prouvé.
Entre 1926 et 1927, les architectes français Pierre Chareau et néerlandais Bernard Bijvoet (nl) y ont été appelés pour édifier un club-house de 300 m2, qui a fait l'objet d'une inscription sur l'inventaire supplémentaire des monuments historiques en 1993.
En 1994, l'édifice a été réhabilité.
Commandée par un industriel lorrain la villa Seynave, "bungalow" de vacances, est réalisée en 1961 en bordure du golf de Beauvallon, pour Monsieur et Madame Seynave, par l'architecte et designer français Jean Prouvé et l'architecte Neil Hutchinson. Elle a également été inscrite sur l'inventaire supplémentaire des monuments historiques par arrêté du 16 décembre 1993.
Le label « Patrimoine du XXe siècle » a été accordé en 2001.
Le musée des arts décoratifs propose l'accès à des clichés d'époque dus à la photographe américaine Thérèse Bonney (1894-1978). On y découvre l'agencement du bâtiment.

## Voies de communications et transports pour accès au golf

### Réseau routier et pistes cyclables

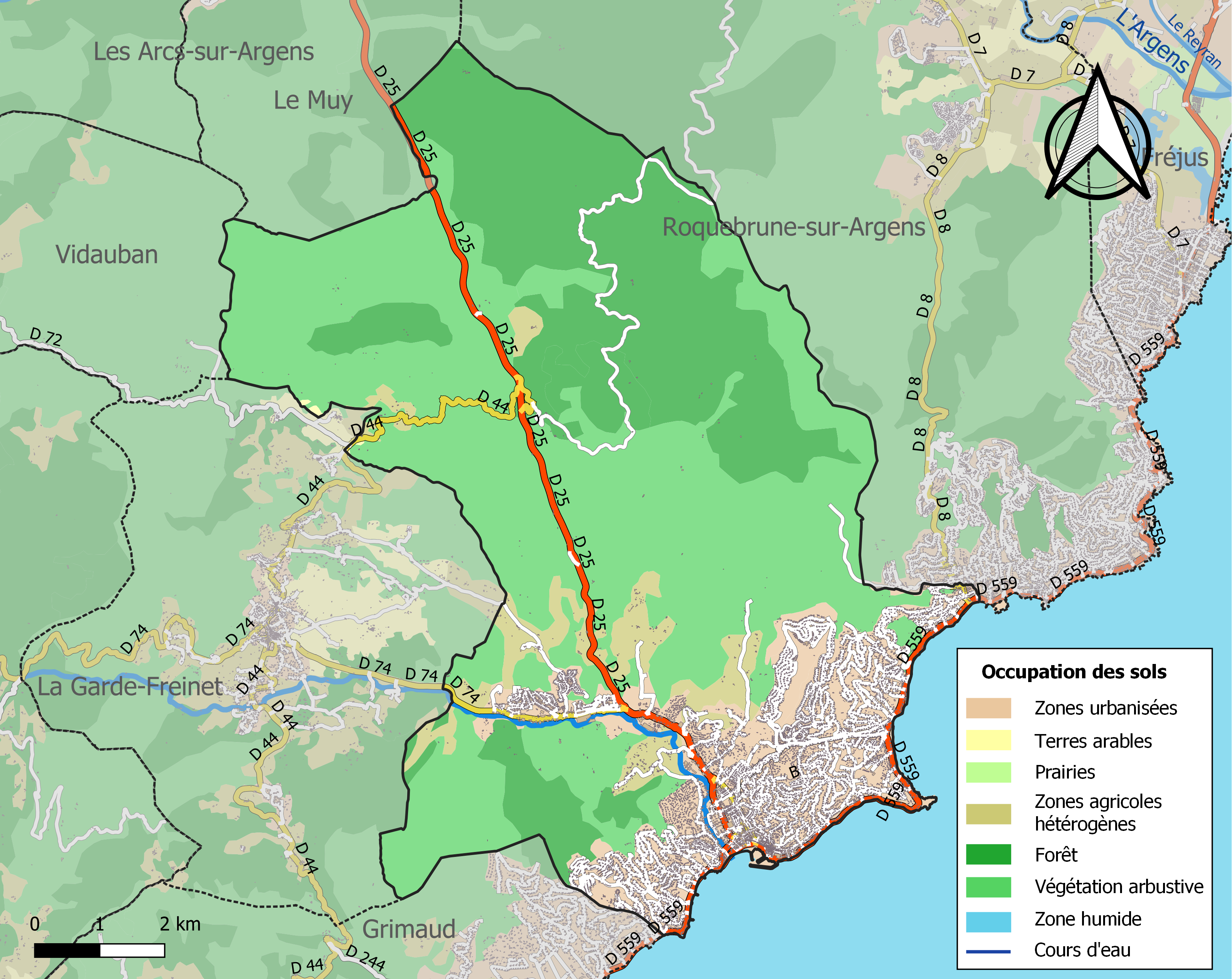
Carte des infrastructures et occupation des sols en 2018 de Sainte-Maxime.

Accès en véhicule particulier par la route départementale 559.
La commune de Grimaud est accessible par la route départementale 558, qui dessert également Port Grimaud, ainsi que par les routes départementales 558 et 14 qui traversent le village.
De plus, une piste cyclable longeant le littoral permet la circulation à vélo.

### Transports en commun
- Transport en Provence-Alpes-Côte d'Azur

La commune est desservie par le réseau régional de transports en commun Zou ! (ex Varlib). Les collectivités territoriales ont en effet mis en œuvre un « service de transports à la demande » (TAD), réseau régional Zou !.
Grimaud a pour particularité géographique d'être situé au cœur du golfe de Saint-Tropez. La commune bénéficie de ce fait, avec Port Grimaud en sus de ses accès par la mer, d'une bonne accessibilité (desservie par plusieurs lignes de bus, facilité d'accès à l'autoroute).

### Transports maritimes
Des navettes maritimes relient le port de Saint-Tropez à ceux de Cogolin, Grimaud, Sainte-Maxime, Fréjus, Saint-Raphaël, Cannes, Antibes et Nice.
Les Navettes Grimaldines, compagnie de transport maritime, permettent un service de navettes régulières au départ des ports de Saint-Tropez, Port-Grimaud, Sainte-Maxime, les Marines de Cogolin et de Saint-Raphaël.

### Réseau ferroviaire
- La gare de Fréjus est à 53 km, et celle de Toulon à 65 km.
- Gare de Saint-Raphaël-Valescure desservie par les TGV, iDTGV, Intercités et TER Provence-Alpes-Côte d'Azur.